# 上杉長宗
上杉 長宗（うえすぎ ながむね）は、江戸時代前期の高家旗本。

## 略歴
万治3年（1660年）、上杉長之の長男として誕生した。延宝3年（1675年）2月28日、4代将軍・徳川家綱に拝謁する。
延宝6年（1678年）5月4日、菊間詰となる。貞享元年（1684年）7月12日、父・長之の死去により家督を相続した。同年10月15日、表高家に列する。
貞享2年（1685年）3月18日、死去。享年26。跡を双子の弟の義陳が継いだ。